# Fans of Adult Media and Entertainment Awards

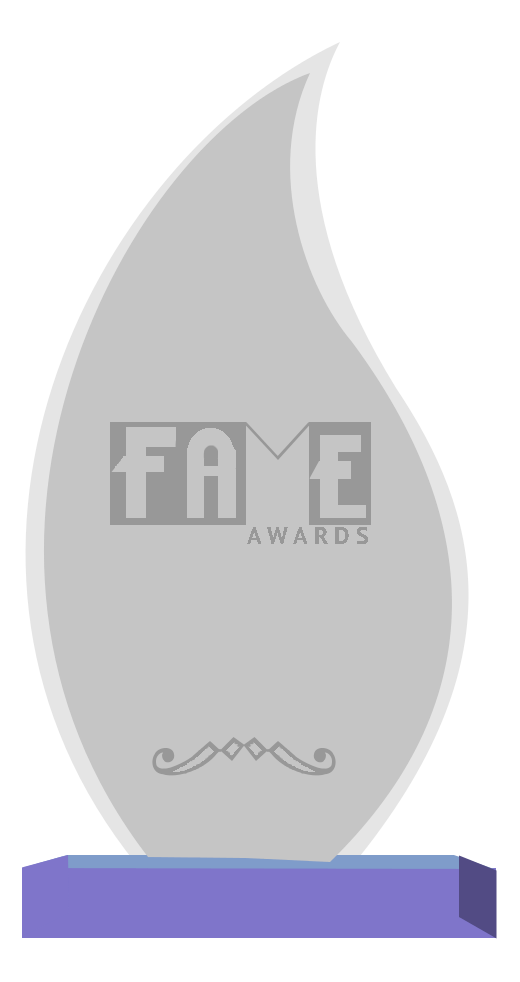
F.A.M.E. Award-trofee

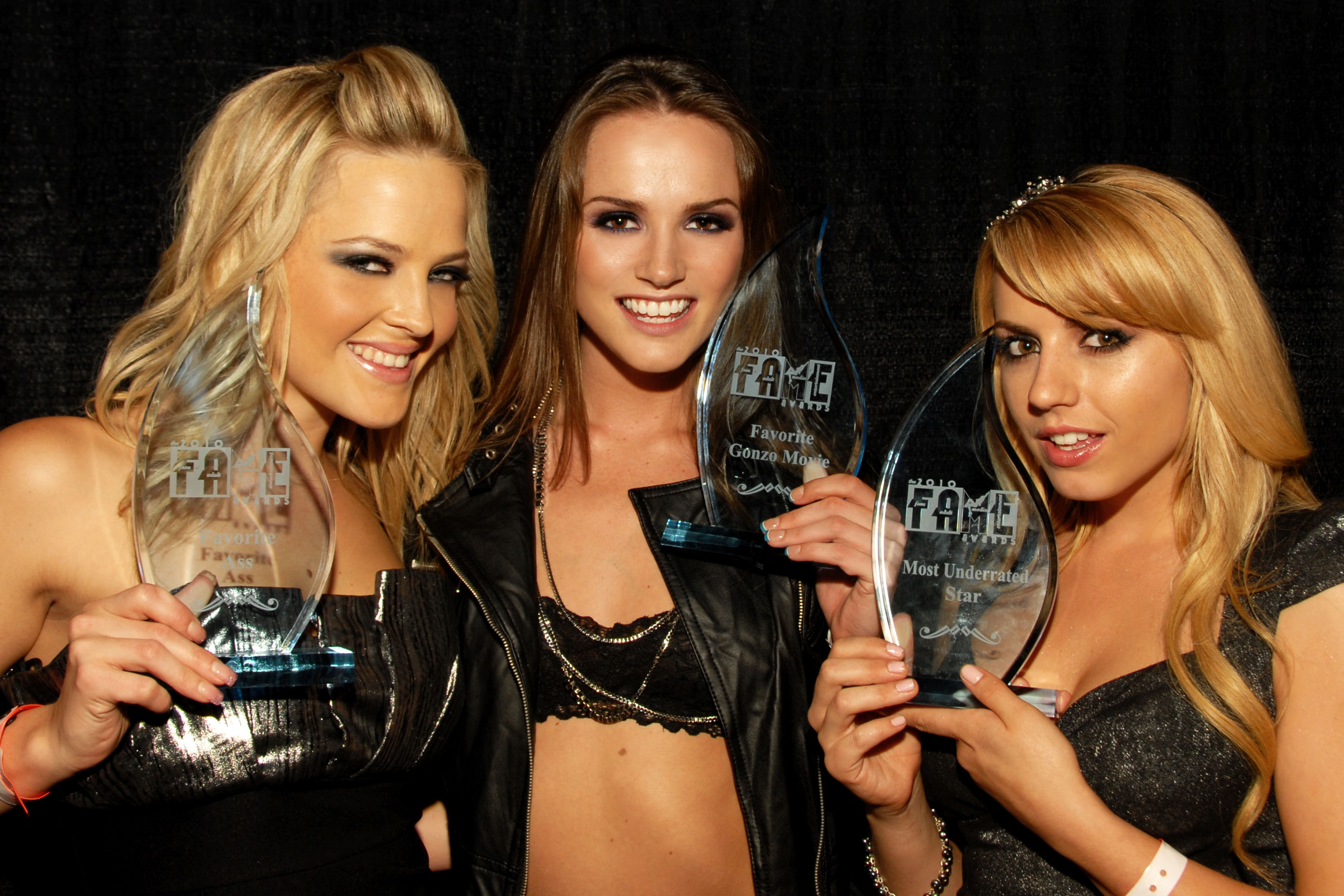
Alexis Texas, Tori Black en Lexi Belle bij de F.A.M.E. Awards 2010

The Fans of Adult Media and Entertainment Awards, kortweg F.A.M.E. Awards, zijn publieksprijzen die worden uitgereikt tijdens de Erotica LA-show in Los Angeles. Zij werden in het jaar 2006 in het leven geroepen door Genesis, Adam & Eve Sex Toys, WantedList en AVN.
De stemming bestaat uit twee ronden. De eerste ronde is de nominatieronde; de eerste acht plaatsen in de eerste ronde gaan dan door naar de tweede ronde. Van die acht wordt één winnaar gekozen. In 2007 hadden meer dan 100.000 mensen hun stem uitgebracht. In de onderstaande tabel staan de winnaars van 2006,
2007, 2008, 2009 en 2010.

## Winnaars
| Prijs                          | 2006                                 | 2007                 | 2008             | 2009                            | 2010                        |
| ------------------------------ | ------------------------------------ | -------------------- | ---------------- | ------------------------------- | --------------------------- |
| Favorite Female Starlet        | Jenna Jameson                        | Tera Patrick         | Tera Patrick     | Tera Patrick                    | Tori Black                  |
| Favorite Male Star             | Ron Jeremy                           | Randy Spears         | Evan Stone       | Evan Stone                      | Evan Stone                  |
| Favorite Oral Starlet          | Carmen Luvana                        | Jenna Haze           | Penny Flame      | Jenna Haze                      | Sasha Grey                  |
| Favorite Anal Starlet          | Taylor Rain                          | Courtney Cummz       | Jenna Haze       | Belladonna                      | Jenna Haze                  |
| Favorite Breasts               | Stormy Daniels                       | Stormy Daniels       | Ashlynn Brooke   | Stormy Daniels                  | Sunny Leone                 |
| Favorite Ass                   | Jenna Haze                           | Teagan Presley       | Gina Lynn        | Teagan Presley                  | Alexis Texas                |
| Hottest Body                   | Jenna Jameson                        | Jesse Jane           | Jesse Jane       | Jesse Jane                      | Alexis Texas                |
| Favorite Female Rookie         | Alektra Blue and Brandy Talore (tie) | Amy Reid             | Bree Olson       | Tori Black                      | Lupe Fuentes                |
| Favorite Feature Movie         | Pirates                              | Island Fever 4       | Babysitters      | Pirates II: Stagnetti’s Revenge | 2040                        |
| Favorite Gonzo Movie           | Belladonna: No Warning               | Jenna Haze Dark Side | InTERActive      | Lex the Impaler 3               | Tori Black Is Pretty Filthy |
| Favorite Celebrity Sex Tape    |                                      |                      | 1 Night in Paris |                                 |                             |
| Favorite Director              | Jules Jordan                         | Jules Jordan         | Stormy Daniels   | Belladonna                      | Jules Jordan                |
| Dirtiest Girl in Porn          | Taryn Thomas                         | Belladonna           | Hillary Scott    | Jenna Haze                      | Jenna Haze                  |
| Favorite Studio                |                                      | Vivid Entertainment  | Evil Angel       | Brazzers                        | Vivid Entertainment         |
| Favorite Performer of All Time |                                      | Jenna Jameson        |                  |                                 |                             |
| Favorite Underrated Star       |                                      |                      | Brooke Haven     | Daisy Marie                     | Lexi Belle                  |
| MILF/Cougar Star               |                                      |                      |                  |                                 | Lisa Ann                    |